# Princecraft
 (décembre 2019).
Bateaux Princecraft inc. est une entreprise canadienne qui construit et distribue des produits de loisirs marins depuis 1954. Ce groupe possède actuellement trois gammes de produits : une gamme de bateaux, une gamme de bateaux pontés et une gamme de pontons. La fabrication des embarcations est réalisée à Princeville, Québec, Canada dans trois usines différentes.

## Historique
(décembre 2015).
- 1954 – Princecraft est fondée à  Princeville. La société appelée Aluminum Boats and Canoes est confiante que l’aluminium est un matériau de qualité supérieur pour la fabrication d’embarcations.
- 1973 – L’entreprise fusionne avec Springbok, après avoir été acquis par Aluminium Company of Canada (Alcan). Cette autre compagnie de fabrication de bateaux d’aluminium était déjà possédée par Alcan. La décision est prise à la suite des prévisions de croissance dans le marché des embarcations nautiques.
- 1985 – Lancement de la gamme de pontons Princecraft.
- 1989 – Après la fusion de Princecraft et Springbok, les deux divisions sont réunies sous un même nom.
- 1990 – Outboard Marine Corporation prend possession de la totalité de la participation dans Altra Marine et devient par le fait même propriétaire de Princecraft.
- 1992 – Lancement d’une gamme de bateaux pontés.
- 2001 – Le contrôle de Princecraft est pris par Brunswick Corporation.
- 2011 - Lancement des premiers bateaux et pontons électriques, propulsés par un moteur Torqeedo.

## Sources
- , Bateaux Princecraft investit 2 millions $, 19 juin 2018, La Nouvelle,
- , Brunswick announces $2 million investment at Princecraft Boats,20 juin 2018, Boating Industry,
- , Bateaux Princecraft déterminée à dominer les eaux, 27 janvier 2017, La Nouvelle,
- critiques de leurs produits, articles de 2013 à 2018
- Bateaux Princecraft : employeur de choix 2018 au Canada, 16 janvier 2018, La Nouvelle,
- Bateaux Princecraft : Grande entreprise de l’année, Québec yachting,
- Princecraft… 60 ans déjà!, 23 octobre 2013, Nautisme Québec,
- PRINCECRAFT...60 YEARS YOUNG! (Boating industry Canada)